# اينزو إيمانويل
اينزو إيمانويل (بالإيطالية: Enzo Emanuele)‏ هو عالم أمراض إيطالي، ولد في 10 يونيو 1977 في نوفارا في إيطاليا.